# Dekanat Kętrzyn I – Południowy Zachód
Dekanat Kętrzyn I – Południowy Zachód – jeden z 33 dekanatów w rzymskokatolickiej archidiecezji warmińskiej.

## Parafie
W skład dekanatu wchodzi 6 parafii:
- parafia Najświętszej Maryi Panny Królowej Polski – Garbno
- parafia św. Jacka – Kętrzyn
- parafia św. Jerzego – Kętrzyn
- parafia św. Józefa Rzemieślnika – Nakomiady
- parafia Nawiedzenia Najświętszej Maryi Panny – Święta Lipka
- parafia Najświętszego Serca Pana Jezusa – Wilkowo

## Sąsiednie dekanaty
- Giżycko – św. Szczepana Męczennika (diec. ełcka)
- Kętrzyn II – Północny Wschód (archidiec. warmińska)
- Mikołajki (diec. ełcka)
- Mrągowo I (archidiec. warmińska)
- Reszel (archidiec. warmińska)

## Zobacz
- podział administracyjny Kościoła katolickiego w Polsce